# Leggende del mondo emerso I - Il destino di Adhara
Leggende del mondo emerso I - Il destino di Adhara, abbreviato come Il destino di Adhara, è un romanzo fantasy del 2008 di Licia Troisi, primo capitolo della trilogia de Le leggende del Mondo Emerso, che continua le vicende del Mondo Emerso dopo Le guerre del Mondo Emerso.

## Trama
Dubhe e Learco sono sposati da cinquant'anni e regnano sulla Terra del Sole. Hanno un figlio, Neor, sposato con Fea, e due nipoti, i gemelli Amina e Kalth. Mentre Dubhe ha allestito un servizio segreto di spionaggio, Learco regna con l'aiuto di Neor, che è costretto su una sedia a rotelle a causa di un incidente a cavallo.
Theana, con l'aiuto di Lonerin, morto anni prima a causa di una tremenda malattia, è riuscita a ripristinare il culto di Thenaar, dopo che la Gilda lo aveva infangato, creando la confraternita dei "Fratelli della Folgore". Uno di loro, Dakara, scopre che il Mondo Emerso è segnato da cicli in cui si alternano pace e guerra. Secondo le leggende elfiche, la Sheireen, inviata da Shevraar, è colei che ha il compito di distruggere il Marvash (che rappresenta il male). Per questo lascia i Fratelli della Folgore e crea il gruppo dei Veglianti che, per mezzo di formule proibite e magie elfiche su cadaveri di donne, provano a creare la Sheireen.
La pace governa il Mondo Emerso da 50 anni, ma è proprio durante una di queste pacifiche giornate che la situazione comincia a precipitare. Un uomo, travestito di nero, riesce a trovare la base dei Veglianti e la distrugge. Nel mentre, Adrass, uno dei membri, prende una sua creatura e la nasconde con la promessa che sarebbe tornato a riprenderla.
Una ragazza priva di memoria si risveglia in un prato. Dopo aver attraversato un bosco, la ragazza giunge nella città-torre di Salazar, nella Terra del Vento, e si rifugia in una casa abbandonata, ma viene aggredita da due esseri affetti da una nuova e strana malattia. Viene salvata da Amhal, un apprendista Cavaliere di drago. Amhal decide di darle un nome: Adhara. Il compito di Amhal è portare una consegna nella Terra dell'Acqua, così Adhara decide di seguirlo. Durante il viaggio si imbattono in un villaggio deserto, scoprendo con orrore che gli abitanti sono morti; i cadaveri mostrano macchie nere sulla pelle e sangue sulle unghie, naso e orecchie esattamente gli stessi sintomi che mostravano i due esseri a Salazar. I due scappano e arrivano nella capitale. Dopo vari accertamenti, Amhal ed Adhara vengono dichiarati sani (in quanto in entrambi scorre sangue di Ninfa) e vanno a Nuova Enawar. Adhara qui conosce il maestro di Amhal, Mira. Secondo Mira, Adhara dovrebbe farsi vedere da un sacerdote. Questi le dice che presumibilmente la sua perdita della memoria è frutto di una magia oscura. Intanto a Mira viene affidato l'incarico di andare alla reggia di re Learco a Makrat, nella Terra del Sole. Amhal rientra col suo maestro e Adhara lo segue sperando di trovare qualcosa che la aiuti a ritrovare la memoria.
Dopo il lungo viaggio, Mira, Amhal e Adhara arrivano alla reggia e così la ragazza conosce re Learco che la accoglie a braccia aperte nella sua corte. Amhal e il maestro ritornano all'accademia per svolgere il loro dovere, mentre Adhara viene convocata dal figlio di Learco, Neor, che le affida il ruolo di dama di compagnia per sua figlia Amina. Intanto Dubhe viene a sapere della strana malattia che si aggrava nella Terra dell'Acqua e decide di rivolgersi alla sua amica Theana. Quest'ultima le promette di fare ulteriori indagini e si ricorda di una discussione avuta con Dakara, fondatore dei Veglianti, che le preannunciava guerra e malattia.
L'uomo in nero è in viaggio alla ricerca di una persona importante e dopo avere scoperto dove si trova la persona in questione, va alla corte di Makrat. L'uomo in nero è San, mezzelfo e nipote di Sennar e Nihal, che aveva abbandonato il Mondo Emerso cinquant'anni prima. San viene accolto come un eroe da Learco, Dubhe e Theana, però Neor è sospettoso nei suoi confronti. Il mezzelfo in realtà è venuto a corte perché vuole Amhal. Adhara e Amhal si vedono spesso alla sera, però il ragazzo è cambiato con l'arrivo di San che gli insegna a usare le Magie Proibite. Mira si accorge del cambiamento di Amhal e intima al mezzelfo di stare lontano da lui. Per liberarsi di Mira, San pone un incantesimo su un membro del servizio di spionaggio di Dubhe. Il giorno dopo, mentre Mira, Adhara e Amina sono in giardino arriva la spia all'improvviso e uccide Mira. Poi cerca di uccidere Amina ma Adhara la salva. Adhara è stupita e spaventata di avere questa agilità nel combattimento. Intanto Amhal cade in uno stato di depressione.
A Makrat le persone muoiono per la malattia sconosciuta, così Dubhe decide di mandare le spie per catturare i portatori del morbo: questi sono gli elfi, che sono ritornati nel Mondo Emerso per riconquistarlo. I sovrani decidono di chiudere le mura di Makrat per impedire che le persone malate entrino ma è troppo tardi: San ha portato il morbo a corte e in seguito scappa con Amhal, che ha deciso di seguirlo poiché San è diventato come un maestro per lui. Il re muore poco dopo e la regina, che ha deciso di rimanergli accanto, si ammala a sua volta, riuscendo però a sopravvivere. Adhara cerca di seguire Amhal per salvarlo da San, poiché sotto l'influenza del mezzelfo è diventato violento e cattivo. Amhal e San si fermano in un villaggio nella Terra del Sole. Qui assistono all'omicidio di una Ninfa e Amhal, accecato dalla furia, utilizza senza esserne consapevole una formula proibita, uccidendo sette persone. Il resto del villaggio viene massacrato da San che poi lo brucia. Subito dopo San viene arrestato per l'omicidio di Mira e incarcerato a Nuova Enawar. Amhal non riesce a credere che San sia il responsabile dell'uccisione del suo maestro ed elabora un piano suicida per salvarlo.
Neor interroga il mezzelfo che confessa gli omicidi di Mira e Learco. Giunge Amhal che libera San e prende in ostaggio il re ma finisce poi per ucciderlo davanti agli occhi di Amina e di Adhara, che ha deciso di seguirlo per evitare che possa commettere un errore imperdonabile. San riesce però a convincere Amhal a fuggire e i due giungono in una casupola bruciata e abbandonata. Adhara li raggiunge e solo in quel momento le pare di ricordare quel posto, quindi entra e percorre i corridoi fino ad un laboratorio. Quando Adhara viene attaccata da San e tutto sembra volgersi in peggio, un uomo accorre in suo aiuto. È Adrass, l'ultimo Vegliante, il creatore di Adhara, o meglio di Chandra, che in elfico vuol dire sesta. Il sesto esperimento, quello meglio riuscito, in quanto Adhara è la Sheireen. San e Amhal scappano e Adhara viene a sapere da Adrass che lei è stata resuscitata da un cadavere, creata al puro scopo di diventare la Consacrata. Adhara è spaventata e incredula; perciò aggredisce il Vegliante e scappa nel prato dove tutto ebbe inizio.

## Edizioni
- Licia Troisi, Leggende del mondo emerso I - Il destino di Adhara, Arnoldo Mondadori Editore, 2008,  p. 412, ISBN 978-88-04-58286-1.